# Fontaine-Bonneleau
Fontaine-Bonneleau é uma comuna francesa na região administrativa de Altos da França, no departamento de Oise. Estende-se por uma área de 16,37 km². Em 2010 a comuna tinha 245 habitantes (densidade: 15 hab./km²).